# Quirino
Koordinaten: 16° 18′ N, 121° 36′ O
Quirino ist eine Provinz in der Region Cagayan Valley auf der Insel Luzon auf den Philippinen. 

## Lage
Südöstlich von Quirino liegt die Provinz Aurora, im Westen Nueva Vizcaya und im Norden Isabela. Die Hauptstadt ist Cabarroguis. Die Topografie der Provinz dominieren im Norden die Sierra Madre und im südlichen Teil die Caraballo-Berge.

## Geschichte
Die Provinz wurde nach Elpidio Quirino, dem sechsten Präsidenten der Philippinen benannt. Einst gehörte sie zu  Nueva Vizcaya, bis es am 18. Juni 1966 abgetrennt wurde. In dem Gebiet werden die Sprachen Ilokano und Tagalog gesprochen. In der 2323,47 km² großen Provinz leben 188.991 Menschen (Zensus 1. August 2015).

## Stadtgemeinden
Quirino ist untergliedert in folgende sechs Stadtgemeinden, die sich wiederum in 132 Baranggays unterteilen:
| - Aglipay - Cabarroguis - Diffun | - Maddela - Nagtipunan - Saguday |